# Central Sport Club
Central Sport Club é uma agremiação esportiva de Caruaru, no Estado de Pernambuco, fundada a 15 de junho de 1919. Sua principal atividade esportiva é o futebol.

## História

### Fundação

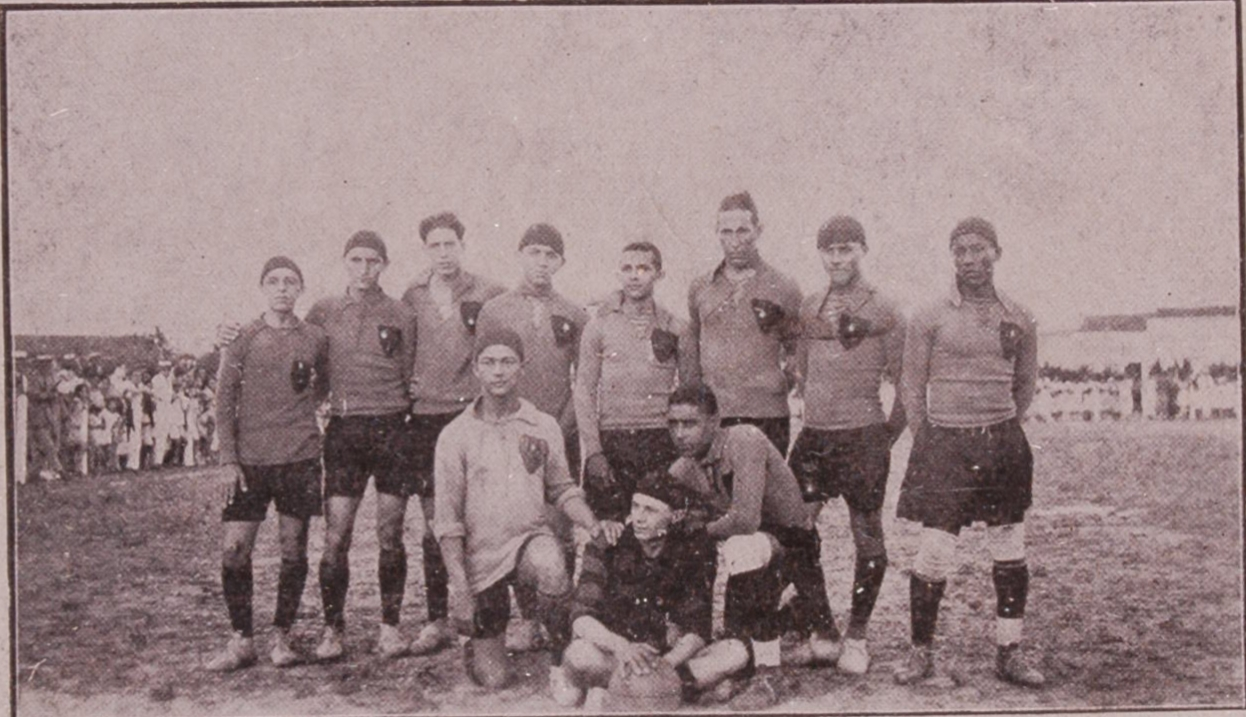
Elenco do Central na década de 1920.

O Central Sport Club foi fundado em 15 de junho de 1919, a uma da tarde, na Sociedade Musical Comercial Caruaruense, tendo como representante o Sr. Francisco Porto de Oliveira. Foram eleitos: José Faustino Vila Nova (Presidente), João Batista de Oliveira (Vice-Presidente), Severino de Sales Tiné (1º Secretário), Arlindo de Vasconcelos Limeira (2º Secretário), Artur Leandro Sales (Tesoureiro), Ângelo Emídio de Lira (Vice-Tesoureiro), Francisco Porto de Oliveira (Orador) e Severino José Bezerra (Diretor de Esportes). Como consta na primeira "Ata de fundação", Foi estabelecida uma joia de 2.000 réis e 500 réis de mensalidade.
O título do clube foi sugerido pelo Sr. Severino Bezerra, recebendo esse nome em homenagem à Estrada Central de Ferro de Pernambuco, denominação que os ingleses da Great Western deram a ferrovia que cortava Caruaru na direção do Sertão. As cores preto e branco, segundo o Professor José Florêncio Neto (Machadinho), ex-jogador do time caruaruense no início da equipe, foram escolhidas em face do símbolo do clube, a patativa, pássaro de canto harmonioso.

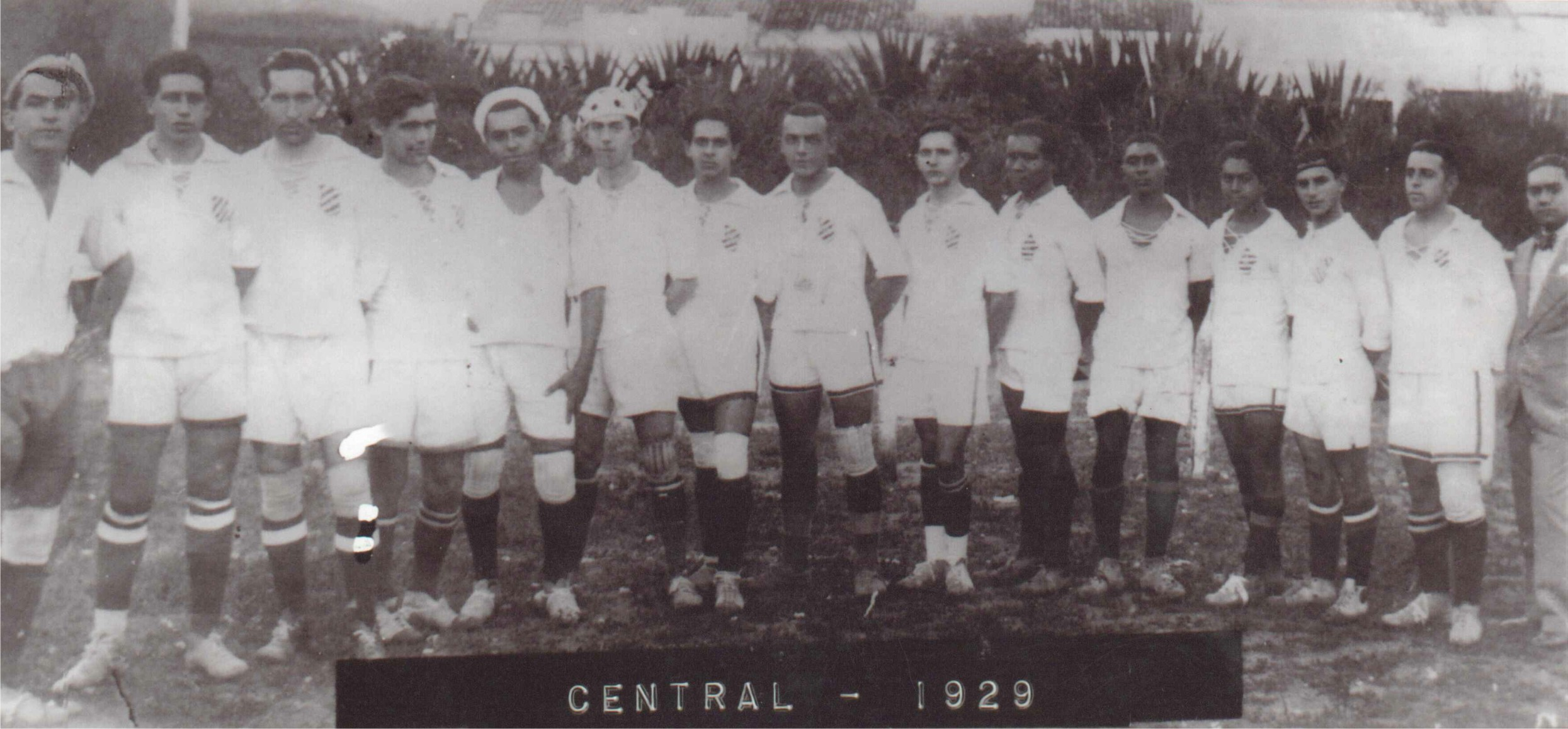
Central de Caruaru em 1929: Milton Piancó, Cabral, Roxura (Manoel Carvalhal), Maldição (Vicente Ferrer), Neco Pereira, João Ferrer, Seixas, Fernando Ferrer, Zé de Nane, Cordeiro, Dão Rico, Nestor, Machadinho (José Florêncio Neto), Dedé Molambo e o Presidente da equipe: Valfrido Nunes

No início o time só disputava jogos amistosos. Mesmo assim, revelou grandes jogadores como Machadinho, Zuza, Teonilo, Pedro, Rochura, Joaquim, Alemão e Tutu.

### Início da carreira profissional
Em 1936 o Vasco da Gama veio a Caruaru para um amistoso. O time carioca suou para conseguir vencer o Central por 1 a 0. Os centralinos ainda conseguiram o empate, com Tutu, mas o árbitro anulou, erroneamente, o gol.
Um ano depois, o Central finalmente era incluído entre os grandes do futebol pernambucano e começou a disputar o campeonato estadual. Foi o primeiro time do interior do estado a participar do Campeonato Pernambucano de Futebol. Porém, no mesmo ano, cansado de diversos equívocos de arbitragem, a diretoria retirou a equipe do torneio. O Central filiou-se,então, à Liga Esportiva Caruaruense e faturou os títulos de 1942, 1945, 1948, 1951/52, 1954, 1958. Em 1951, a Patativa conseguiu um feito histórico, vencendo o Jocaru por 23 a 0, o meia Milton foi o artilheiro do jogo com 11 gols. O final da década de 1950 é marcado pelas obras de construção do Estádio Pedro Victor de Albuquerque.
O alvinegro do Agreste só voltou a disputar o Campeonato Pernambucano da Primeira Divisão em 1960, depois de um grande apoio do presidente da Liga Desportiva Caruarense, Gercino Pereira Tabosa e do presidente da FPF, Rubem Moreira da Silva. Logo o time se transformou na quarta força de pernambucano, sendo o destaque do interior e o fiel da balança no certame.

Em 1964, o Central comandado por um dos seus maiores craques, Vadinho, faz um campeonato pernambucano brilhante, em especial no 1º turno, com apenas uma derrota em Recife para o Campeão, Náutico Capibaribe, terminando o certame na 3ª colocação, até então, o melhor resultado de um time do interior de Pernambuco na História.

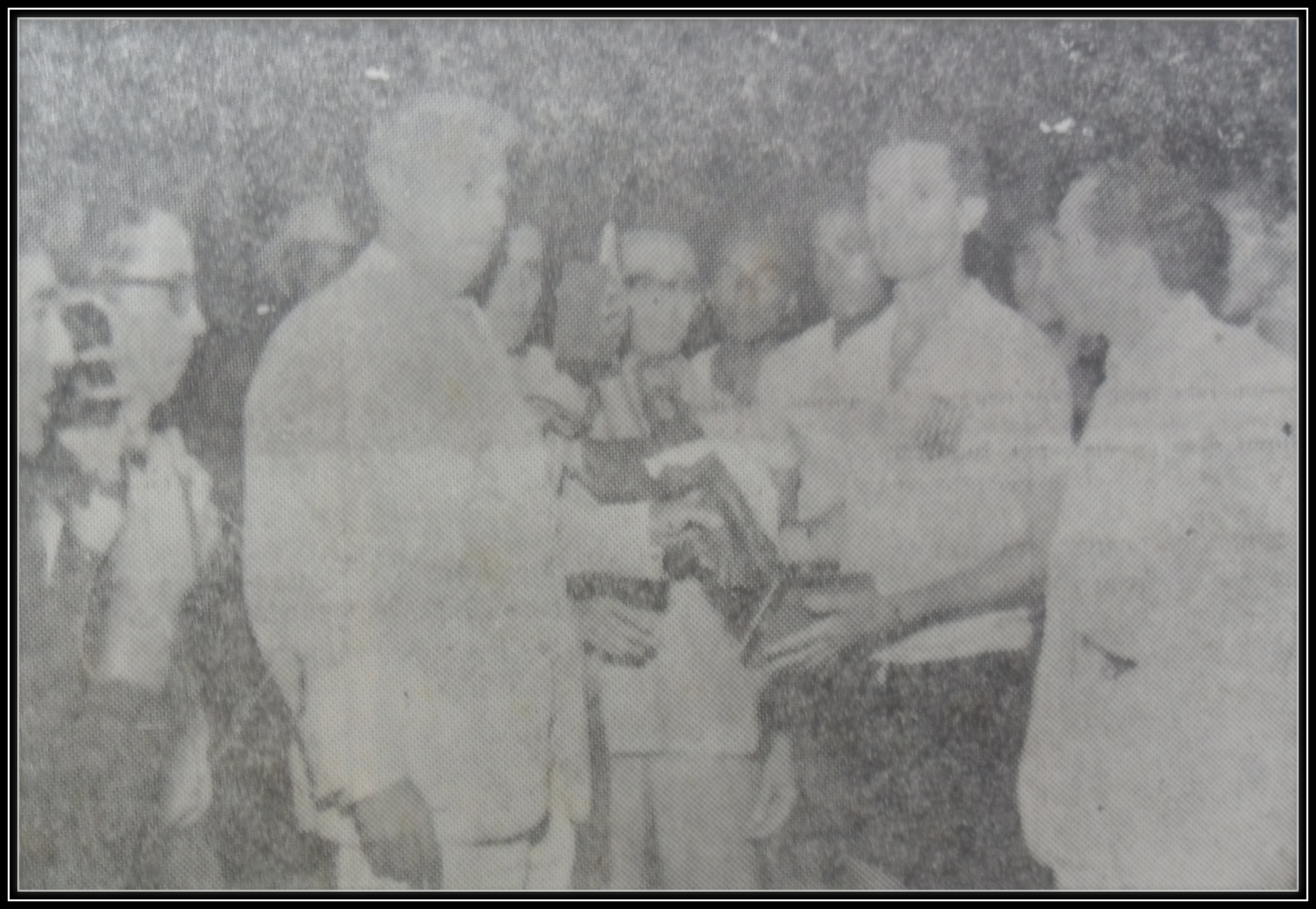
Sob o olhar do Presidente Luiz Lacerda, Desportista Gercino Tabosa entrega o Troféu do Campeonato ao Capitão Jucélio do Central de Caruaru

Em 1965, o Central Sport Club de maneira invicta vence o Torneio Gercino Tabosa ao empatar com o Santa Cruz por 1 a 1 no Estádio Pedro Victor de Albuquerque, competição que teve a participação ainda do Campeão Sergipano do ano, o Confiança, e do Vice-Campeão Alagoano, o Capelense.
Em 4 de fevereiro de 1968, o Central vence a Seleção Argentina de Novos (chamada atualmente de seleção pré-olímpica), um feito histórico para o clube.

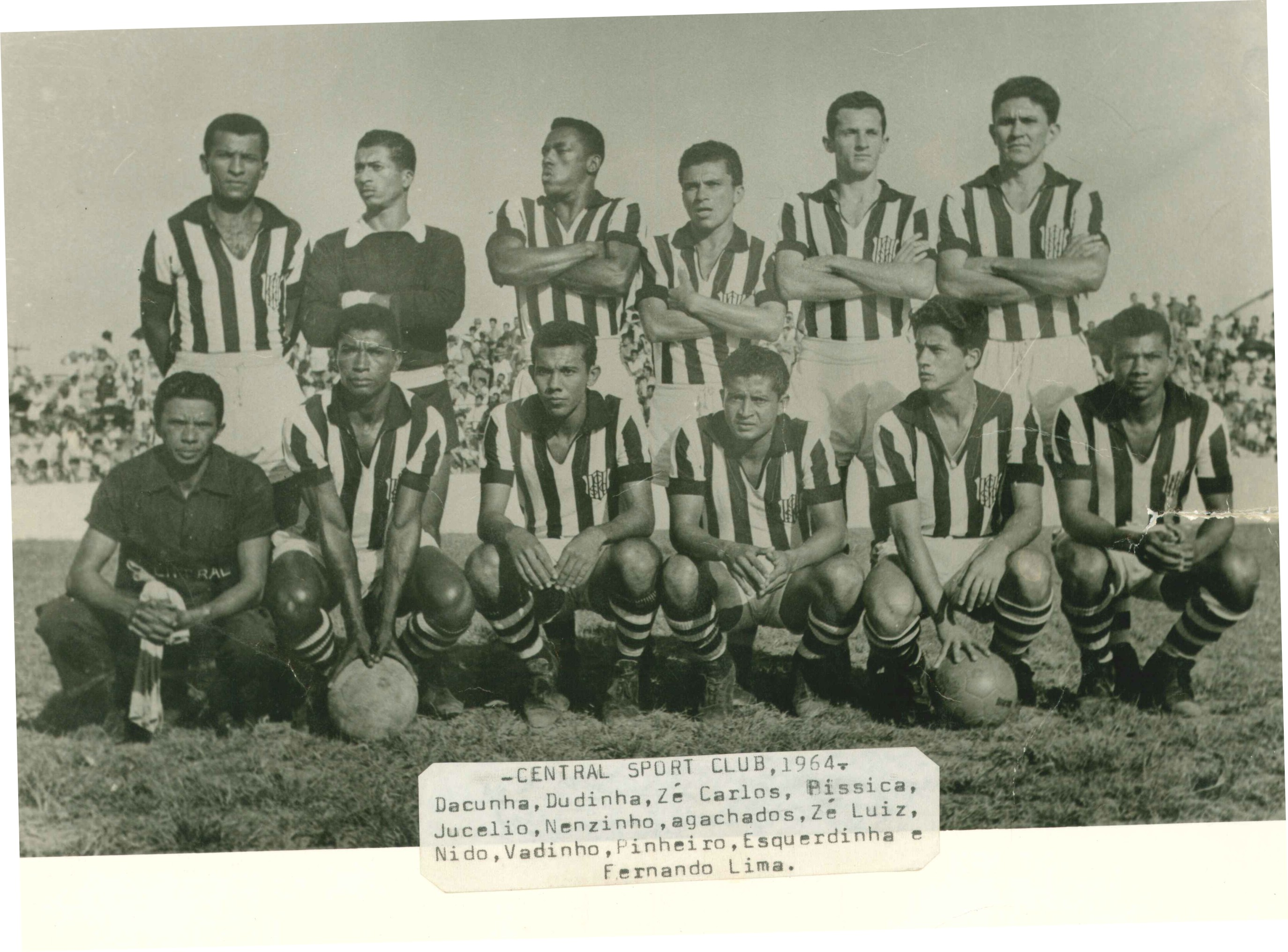
Central de Caruaru, Time Base de 1964

No ano de 1972, marca a estreia do Central Sport Club em um Campeonato Nacional, a Segunda Divisão do Campeonato Brasileiro, onde terminou empatado na 1ª posição do grupo, não se classificando para a fase final apenas devido aos critérios de desempate.

### Década de 1980: Ascensão à elite do futebol brasileiro
Em 1980, a grande reforma no Estádio Pedro Victor de Albuquerque, atual Lacerdão, foi concluída. O jogo inaugural foi marcado no dia 19 de outubro do mesmo ano, o Central venceu a Seleção Nigeriana de Futebol por 3 a 1. Gil Mineiro, jogador do Central Sport Club, marcou o 1º gol após a reconstrução.
Também na década de 1980, em especial os anos de 1983 e 1986, o Central passa a ser concorrente efetivo do Campeonato Pernambucano, disputando ponto a ponto, turnos e returnos do certame com Sport, Santa Cruz e Náutico.
No ano de 1986 ocorre a maior glória do Central Sport Club, que em uma disputa emocionante com o Americano vence o Grupo F do Torneio Paralelo (uma espécie de Série B, mas não é reconhecido pela CBF como tal), conseguindo acesso imediato à fase final do certame, a Série A ao lado de Flamengo, Grêmio, Fluminense, dentre outros. Como os vencedores de cada grupo subiram diretamente para a segunda fase da Série A, não houve uma fase final. O Central reivindica o reconhecimento pela CBF desse título como da Série B de 1986, que seria dividido entre Treze, Inter de Limeira e Criciúma.
Neste mesmo ano, no dia 22 de outubro de 1986 ocorreu o maior recorde de público da história do interior de Pernambuco, 24.450 pessoas foram assistir a vitória do Central por 2 a 1 contra o Flamengo na fase final da competição.

### Décadas de 1990 e 2000
O Central continuou fazendo boas campanhas na Série B do Campeonato Brasileiro até que em 1995 surgiu nova oportunidade de acesso à primeira divisão do Campeonato Brasileiro. Após campanha brilhante, o Central chegou a fase final do certame em conjunto com o Athletico Paranaense, Coritiba e Mogi Mirim. Em um dos mais disputados quadrangulares ocorridos na Série B, ascenderam o Athletico Paranaense e o Coritiba frustrando o sonho alvinegro patativa de retornar à primeira divisão.
Em 1999, vence o Campeonato Pernambucano da Série A2 e retorna à primeira divisão estadual. Em 2001, vence a Copa Pernambuco. Em 2002, vence a Copa Governador Jarbas Vasconcelos torneio batizado carinhosamente de "pernambuquinho". É a época da reconstrução da equipe que volta a ocupar o local destaque em Pernambuco que sempre foi seu. Após brilhantes campanhas no Campeonato Pernambucano de 2007 e 2008, tendo sido inclusive, vice-campeão estadual, o Central é classificado para a Copa do Brasil. Elimina em 2008 o Remo, e enfrenta o Palmeiras na segunda fase da competição. Em 2009, elimina o Ceará e enfrenta o Vasco da Gama na 2ª fase da competição, reeditando um confronto clássico que tinha ocorrido há mais de 74 anos.

### Década de 2010
Em 2018, após vencer o Sport por 1 a 0 na semifinal, o Central se classificou pela primeira vez à final do Campeonato Pernambucano, contra o Náutico. Acabou perdendo o título para o timbu, tendo empatado em 0 a 0 em Caruaru e perdendo por 2 a 1 na Arena Pernambuco.

### Década de 2020
Em 2021 fez má campanha no campeonato pernambucano e teve de disputar o quadrangular do rebaixamento, teve seu terceiro rebaixamento decretado após derrota de 2 a 0 para o Vitória das Tabocas.
Em 2022, mais problemas, o Central foi suspenso do futebol e não iria disputar a Série A2 pois segundo o presidente da FPF, Evandro Carvalho, afirmou que não via possibilidade de a equipe disputar a série A2 do Campeonato Pernambucano porque os prazos da CBF já tinham sido descumpridos com o adiamento do pleito, porém, em 15 de agosto de 2022, a nova diretoria do Central recebeu com grande alegria, a confirmação da FPF que o Alvinegro Caruaruense disputaria a série A2. Após grande campanha, foi campeão após bater o Belo Jardim  por 1 a 0.
Em 2025, após uma campanha irregular, o Central terminou o Campeonato Pernambucano na oitava posição, com nove pontos conquistados, sendo rebaixado pela quarta vez para a segunda divisão do Estadual — os outros rebaixamentos ocorreram em 1998, 2004 e 2021. O descenso foi decretado na vitória por 3-1 sobre o Retrô, no Estádio Lacerdão.

## Símbolos

### Estádio

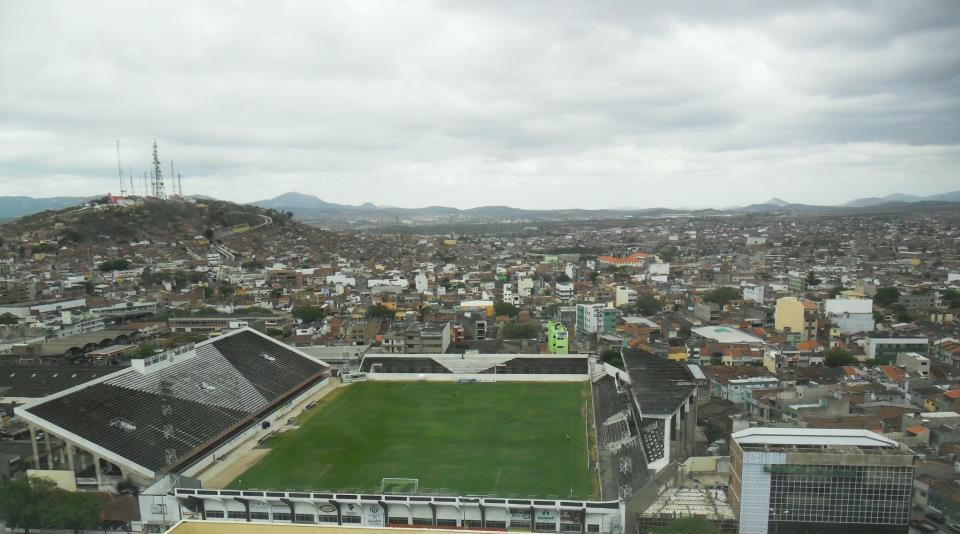
Campo do Central de Caruaru, novembro de 2012.

O Estádio Luiz José de Lacerda, popularmente conhecido como "Lacerdão", é localizado em Caruaru, Pernambuco, e possui mais de 70 anos de História, sendo a casa do Central. Seu uso pelo clube iniciou na primeira metade do século XX, quando ainda era um campo de pelada.
O estádio teve outros nomes antes: Central Park no início da História do clube; e depois Pedro Victor de Albuquerque, como passou a ser chamado por muitos anos. Recebeu seu nome atual em homenagem ao esforço do empresário Luiz José Lacerda, que foi fundamental para a ampliação do Estádio no final da década de 1970 e início da década de 1980.
O jogo inaugural após a ampliação foi marcado no dia 19 de outubro de 1980, o Central venceu a Seleção Nigeriana de Futebol por 3 a 1. Gil Mineiro, então jogador do Central Sport Club, marcou o primeiro gol.
Atualmente, o Lacerdão tem capacidade aproximada de 20.000 pessoas, sendo o maior estádio particular do interior do Norte/Nordeste e o quarto maior estádio de Pernambuco, apenas ficando atrás da Ilha do Retiro (estádio do Sport), da Arena Pernambuco e do Arruda (estádio do Santa Cruz).
O Estádio já foi palco de confrontos do Central com diversas seleções e clubes, tais como: a Seleção Principal da Nigéria; a Seleção de Novos da Argentina (atualmente conhecida como seleção pré-olímpica); e contra clubes campeões brasileiros, a exemplo de Flamengo, Fluminense, Vasco da Gama, Grêmio, Athletico Paranaense, Coritiba, Guarani, Palmeiras, Ceará e seu rival metropolitano Sport.

#### Recorde de público
No dia 22 de outubro de 1986, ocorreu o maior recorde de público da história de Caruaru: 24.450 pessoas foram assistir à vitória do Central por 2 a 1, contra o Flamengo, em partida válida pelo Campeonato Brasileiro do mesmo ano.

### Mascote
Diz-se que, no campo onde treinavam os jogadores do Central, no início da história do clube, encontravam-se muitas patativas nas árvores ao redor, como se observassem os jogos do time local. Dessa presença constante, o pássaro tornou-se símbolo do clube.

### Escudo
O escudo do Central sofreu variações ao longo dos anos, mas sempre mantendo suas cores: o preto e o branco, oriundas da patativa. Seu escudo sofreu mínimas alterações nos últimos 40 anos, trazendo a mascote, o nome do time e listras verticais brancas e negras.[carece de fontes?]

### Hino
O Central Sport Club teve três hinos oficiais em sua História. O primeiro foi composto por Yêdo Silva, no ano de 1921, porém infelizmente não há registro de sua letra, nem partitura. O segundo foi composto pelo ex-atleta do clube José Florêncio Neto, o Professor Machadinho, no ano de 1968. O terceiro e último, que é o utilizado até hoje, foi composto pelo Cantor Israel Filho, no ano de 1995.

## Títulos
| NACIONAIS  | NACIONAIS                            | NACIONAIS | NACIONAIS                                            |
|            | Competição                           | Títulos   | Temporadas                                           |
| ---------- | ------------------------------------ | --------- | ---------------------------------------------------- |
|            | Torneio Paralelo                     | 1         | 1986                                                 |
| ESTADUAIS  |                                      |           |                                                      |
|            | Competição                           | Títulos   | Temporadas                                           |
|            | Copa Pernambuco                      | 1         | 2001                                                 |
|            | Campeonato Pernambucano - 2ª Divisão | 2         | 1999 e 2022                                          |
|            | Torneio Incentivo                    | 3         | 1973, 1974 e 1975                                    |
|            | Torneio Início                       | 1         | 1973                                                 |
| MUNICIPAIS |                                      |           |                                                      |
|            | Competição                           | Títulos   | Temporadas                                           |
|            | Liga Esportiva Caruaruense           | 9         | 1942, 1943, 1944, 1945, 1948, 1951, 1952, 1953, 1958 |

### Outros torneios
- Torneio Qualificatório do Campeonato Brasileiro Série B 1994 - Zona Pernambuco: 1 (1993)

### Categorias de base

#### Sub-20 (Júnior)
- Campeonato Pernambucano de Juniores: 1 (1983)
- Torneio Início de Pernambuco – Júnior: 2 (1964 e 1974)
- Liga Desportiva Caruaruense - 2º divisão: 1 (2001).

 Campeão invicto

#### Sub-17 (Juvenil)
- Campeonato Pernambucano Juvenil: 1 (1983)
- Copa Esperança-Sub-17 (2002)

### Futsal
- Campeonato Pernambucano Adulto - 2013
- Copa Pernambuco Adulto - 2014.

### Futebol feminino
- Copa Vivo dos Campeões (Aberto Feminino) - 2011

## Campanhas de destaque

### Nacionais
- 4ª colocado no Campeonato Brasileiro Série B: 1995
- 5ª colocado no Campeonato Brasileiro Série B: 1983
- 7ª colocado no Campeonato Brasileiro Série B: 1984
- 8ª colocado no Campeonato Brasileiro Série B: 1985
- 8ª colocado na Copa João Havelange – Módulos Verde e Branco: 2000

### Regionais
- Vice-campeão da Taça Henrique Jacques: 1 (1965)

### Estaduais
- Vice-campeão do Campeonato Pernambucano: 2 (2007 e 2018)
- 3º colocado no Campeonato Pernambucano de Futebol: 3 (1964, 1986 e 2008)
- 4º colocado no Campeonato Pernambucano de Futebol: 27 (1961, 1962, 1963, 1966, 1967, 1968, 1969, 1970, 1971, 1972, 1975, 1976, 1977, 1979, 1980, 1981, 1982, 1983, 1984, 1985, 1987, 1989, 1990, 1993, 2001, 2002 e 2010)
- Vice-campeão da Copa Pernambuco: 3 (1996, 1999 e 2009)
- Vice-campeão do Campeonato Pernambucano - Série A2: 1 (2005).
- Vice-campeão do Torneio Incentivo da FPF: 2 (1976 e 1977)
- Vice-campeão do Torneio Início de Pernambuco: 1 (1978)
- 3º colocado no Torneio Cidade do Recife: 1 (1971)
- Vice-campeão do Campeonato Pernambucano Júnior: 1 (1965)

### Futsal
- 3ª colocado na Taça Brasil de Futsal: 2014
- 3ª colocado na Taça Nordeste de Futsal: 2014

## Estatísticas

### Participações
|  | Participações em 2025 |

| Competição | Competição              | Temporadas | Melhor campanha            | Estreia | Última | P | R |
| Pernambuco | Campeonato Pernambucano | 62         | Vice-campeão (2007 e 2018) | 1937    | 2025   |   | 5 |
| Pernambuco | Série A2                | 3          | Campeão (1999 e 2022)      | 1999    | 2022   | 3 |   |
| Brasil     | Campeonato Brasileiro   | 2          | 33º colocado (1986)        | 1979    | 1986   |   |   |
| Brasil     | Série B                 | 18         | 4º colocado (1995)         | 1972    | 1997   | 1 | 2 |
| Brasil     | Série C                 | 5          | 8º colocado (2000)         | 2000    | 2008   |   |   |
| Brasil     | Série D                 | 12         | 12º colocado (2009)        | 2009    | 2025   |   |   |
| Brasil     | Copa do Brasil          | 3          | 2ª Fase (2008 e 2009)      | 2008    | 2019   |   |   |

### Histórico em competições oficiais
Participações na Copa do Brasil
Em 2008, fez uma campanha notável, eliminando o Remo na 1ª fase, após empatar em seus domínios pelo placar de 0 a 0, vencendo no jogo de volta por 2 a 0, em Belém. Na 2ª fase, enfrentou o Palmeiras e foi eliminado.
Em 2009, o Central voltou a surpreender um adversário tradicional. Na 1ª fase, o alvinegro de Caruaru recebeu a equipe do Ceará. No Lacerdão, a partida ficou no 0 a 0. No jogo da volta, o Ceará conseguiu abrir o marcador, no segundo tempo, após uma cobrança de pênalti. Quase no fim do jogo, numa falha de recuo de bola para o goleiro cearense, o estreante Buiú roubou a bola do arqueiro e marcou para empatar o jogo em 1 a 1. Estava garantida a passagem para a 2ª fase, na qual o clube seria eliminado pelo Vasco da Gama.